# Esmeraldas Petrolero
Club Social, Cultural y Deportivo Esmeraldas Petrolero – ekwadorski klub piłkarski z siedzibą w mieście Esmeraldas.

## Osiągnięcia
- Mistrzostwa Ekwadoru: 4. miejsce w 1985 roku

## Historia
Klub Petrolero założony został 29 grudnia 1977 roku. W 1985 roku klub zadebiutował w pierwszej lidze. Debiutancki sezon okazał się najlepszym w historii klubu - 4. miejsce w lidze, a ponadto najlepszy strzelec klubu Alexander da Silva zdobył 24 bramki i został królem strzelców ligi. W roku 1988 Petrolero zajął w lidze 12. miejsce, jednak w związku z redukcją ligi z 18 do 12 klubów spadł do drugiej ligi. Klub w roku 2006 spadł z drugiej ligi (Serie B) do trzeciej ligi (Segunda Categoria).